# Allium howellii
Allium howellii là một loài thực vật có hoa trong họ Amaryllidaceae. Loài này được Eastw. mô tả khoa học đầu tiên năm 1938.